# Temperatura sublimacije
Temperatúra sublimácije je temperatura, pri kateri lahko pri danem tlaku, nižjem od tlaka trojne točke, obenem obstojata trdna in plinasta faza snovi.
Če zmesi trdne in plinaste faze dovajamo toploto, se njena temperatura ne spremeni, na račun trdne pa se povečuje delež plinaste faze. Proces je znan kot sublimacija. Obratno se ob izločanju kristalov iz plina, če sistem pri temperaturi sublimacije oddaja toploto, na račun plinaste povečuje delež trdne faze. Toploto, potrebno, da sublimiramo dano maso izbrane snovi, imenujemo sublimacijska toplota.